# L'arcobaleno (romanzo)
L'arcobaleno è un romanzo dello scrittore britannico David Herbert Lawrence del 1915. Segue la vita di tre generazioni della famiglia Brengwen residente a Nottinghamshire; la vicenda si concentra particolarmente sulla lotta dell'individuo per la crescita e realizzazione de propri sogni entro le forti restrizioni vigenti nella vita sociale inglese dell'epoca.

## L'opera
L'arcobaleno è il secondo romanzo dell'autore scritto nel 1915. L'obiettivo principale di Lawrence in questo romanzo, come in tutti i suoi altri lavori, a partire da Il pavone bianco (1911) fino a terminare con L'amante di Lady Chatterley (1928), è trattare la questione centrale della scoperta delle basi per un rapporto perfetto tra un uomo e una donna. Tematica ricorrente nei suoi scritti è al fatto che "un uomo per essere un uomo, ha bisogno di una donna. E una donna per essere una donna, ha bisogno di un uomo ". Crede che il fondamento di questa relazione sia un vincolo matrimoniale che è libero dagli istinti del dominio e del gioco di ruolo tradizionale. Dovrebbe anche garantire l'eguale e spontaneo compimento della passione e l'accettazione reciproca dell'individuo e del suo essere.
Sebbene non esista un accordo critico sulla precisa struttura tematica di The Rainbow, le forze in azione sono generalmente viste come un conflitto maschile-femminile, svolto all'interno dei contesti di un antagonismo più ampio, quello della personalità individuale contro la società moderna. Il lato maschile Brangwens, rappresentato dai personaggi Tom e Will, raffigurano i lati istintivi e spirituali dell'umanità, in netto contrasto con il lato femminile Brangwens, incline all'intellettualizzazione e all'astrazione. Il risultato di queste forze costantemente opposte si gioca nei rapporti sessuali dei personaggi.
Secondo Lawrence, sia l'uomo che la donna sono un flusso, una vita che scorre. E senza di essi non c'è possibilità di fluire, proprio come un fiume non può fluire senza sponde. Una donna è una sponda di un fiume di vita, e il mondo è l'altra, senza quelle due fonti, la vita sarebbe una palude. È il rapporto con una donna e con i propri simili che rendono un fiume la vita.
Si dice che The Rainbow, come il suo famoso romanzo Figli e amanti (1913), sia in realtà nato dalle sue infelici esperienze infantili con la sua padrona aristocratica prepotente e il suo povero padre. Tuttavia, l'esito iniziale del discorso sperimentale di Lawrence porta alla sua affermazione sull'importanza del contatto spirituale interiore tra un uomo e una donna che in definitiva appoggia il loro infinito legame con l'umanità e l'essenza di un universo vivente. Afferma nel suo articolo Morality and the Novel
In termini più generali, The Rainbow pone anche una critica contro la moderna società industriale, che Lawrence drammatizza come distruttiva e disumanizzante. Questo commento è evidente in tutto il romanzo, e personificato nei personaggi quasi senz'anima dello zio di Ursula, Tom Brangwen e sua moglie Winifred Inger. Insieme a questi problemi c'è il problema dell'auto-realizzazione spirituale ed emotiva che Lawrence rivolge principalmente al carattere e alle azioni di Ursula. In quanto rappresentante di tre generazioni della famiglia Brangwen, simboleggia sia un declino generale del successo delle relazioni uomo / donna, sia - nella sua percezione dell'arcobaleno alla fine del romanzo - una speranza di riconciliazione, armonia e pienezza di essere.
L'importante assunto evidenziato da D. H. Lawrence è che "l'amore puro" genera una relazione uguale e complementare tra partner maschili e femminili, invece del loro doloroso assorbimento l'uno dell'altro; cioè, il desiderio dell'uomo di possedere il corpo della donna e il desiderio della donna di possedere o soggiogare lo spirito dell'uomo. Alastar Nivan afferma che "questo avvincimento dei due sessi, l'anima dell'uomo alla donna, il corpo della donna all'uomo, segna la distruzione della commistione primordiale da cui sono irrevocabilmente venuti".
Lawrence concepisce che lo sforzo cosciente dei partner per il dominio risulterà nel loro imprigionamento in una vita di compromesso, isolamento interno e alienazione.
Lawrence inizia il suo discorso sperimentale iniziale in The Rainbow attraverso l'analisi delle relazioni tra donne e uomini della prima generazione di Brangwen in Marsh Farm. Le loro relazioni sono piuttosto traumatiche e difficilmente vanno oltre il correlativo oggettivo della dominazione e del gioco di ruolo tradizionale. Il romanzo si apre con Lawrence che scopre la sua luce, in particolare sulle prospettive della prima generazione di donne di Brangwen. Si mostra che sono completamente diversi e insoddisfatti del modo di vivere semplicemente per soddisfare «l’intimità del sangue» e le decadenti convenzioni della vita contadina.
I romanzi di Lawrence The Rainbow e il racconto La volpe, riproducono molti dei discorsi contemporanei sul lesbismo diffusi da teorici sessuali come Edward Carpenter e Havelock Ellis.
Studi condotti da personalità come Edward de Grazia, che ha combattuto diverse battaglie sulla censura negli Stati Uniti e all'estero, hanno dimostrato come la soppressione dei libri spesso è legata ad altre motivazioni rispetto a quelle realmente dichiarate, nel caso di Lawrence per l'opera Rainbow tale motivazione era legata soprattutto alle idee personali sulla guerra e sul fatto che la moglie fosse di origine tedesca, in un periodo nel quale l'Inghilterra viveva un forte sentimento di germanofobia.
Mentre componeva The Rainbow, D. H. Lawrence si rese conto che né i critici né i lettori avrebbero accettato il suo romanzo. Il 18 dicembre 1914, in una lettera ad Amy Lowell, nella quale Lawrence esponeva le proprie opinioni sulla ricezione critica di un libro contenente alcuni dei suoi racconti, scrisse: «I critici mi odiano davvero. Ed è giusto così». È una curiosa osservazione da parte di qualsiasi scrittore, ma soprattutto da parte di uno che era così intento a lavorare su un cambiamento morale nei suoi lettori.

## Trama
I Brangwen sono una dinastia familiare che vive e lavora nell'East Midlands dell'Inghilterra, nei pressi della città di Nottingham; la storia abbraccia un periodo di circa 65 anni, che va dal 1840 al 1905, mostrando come le relazioni d'amore dei personaggi cambino sullo sfondo della crescente industrializzazione del territorio.
Il primo personaggio centrale del libro, Tom, è un operaio la cui esperienza del mondo non va oltre la regione in cui ha sempre vissuto fin dalla nascita; mentre l'ultimo Ursula, sua nipote, studia all'università per diventare una perfetta componente del mondo capitalista e progressivamente urbanizzato che costituisce il mondo contemporaneo occidentale.
Tom, uno dei numerosi fratelli della famiglia Brangwen, s'innamora di una rifugiata polacca di nome Lidya. A seguire si tratta poi della figlia di Lidya - avuta dal primo marito - Anna e del rapporto lacerato e distruttivo che questa intrattiene col marito Will, figlio d'uno dei fratelli di Tom.
La seconda parte, ch'è anche la più estesa, si occupa della figlia di Will e Anna, Ursula, e della sua lotta serrata per trovar l'appagamento della sua sensuale e appassionata natura; tutto questo andando contro i muri alzati dal conformismo sempre più materialista all'interno della società in cui vive. Ella difatti vive una relazione amorosa lesbica con un'insegnante, ma alla fine si trova costretta in un rapporto con Anton, un soldato britannico di origini polacche.
Ursula, non essendo riuscita a trovare il proprio compimento nell'uomo, ha la visione di un arcobaleno che pare sovrastare la Terra e promettere così una nuova alba per l'umanità intera.

## Censura
Il modo molto franco e senza infingimenti dell'autore di trattare del desiderio sessuale e del potere ch'esso svolge all'interno delle relazioni, come forza naturale ma anche spirituale della vita, ha causato al libro un processo per oscenità (1857 Obscene Pubblication Act.), sentenziato dalla Bow Street Magistrates’ Court il 13 novembre 1915, a seguito del quale tutte le copie ancora in circolazione vennero fatte sequestrare per poter essere distrutte.
Il giudice Sir Dickinson, chiamato a giudicare il caso, considerò The Rainbow un'opera disgustosa, definendola una totale sporcizia aggiungendo di non osare pensare al danno che un simile libro avrebbe potuto causare, in base al proprio giudizio, ordinò che tutte le 1 011 copie del romanzo, sequestrate ad Algernon Methuen tra il 3 e il 5 di novembre, fossero distrutte e condannò la casa editrice Methuen al pagamento di una multa di 10£ 10s.
Dopo la sentenza, l'opera non fu ristampata in Gran Bretagna per 11 anni, solo nel 1924 D. H. Lawrence riuscì a trovare un editore americano che pubblicasse il romanzo. Alla fine, il lavoro è stato considerato uno dei migliori di Lawrence, dovuto in particolare al suo intricato studio delle tensioni che spesso esistono tra uomini e donne.

## Il personaggio di Ursula Brangwen
Ursula Brangwen: Protagonista di due romanzi, L’arcobaleno e Donne innamorate (1920). Nel primo romanzo, Ursula è un'insegnante innamorata di Anton, figlio di un emigrato polacco il quale si rivela troppo convenzionale per Ursula, che alla fine del romanzo è sola. In Donne innamorate la relazione di Ursula e l'eventuale matrimonio con Rupert Birkin è in contrasto con la storia d'amore distruttiva di sua sorella Gudrun con Gerald Crich. In quest'ultimo romanzo si dice che la personalità di Ursula fosse basata su quella della moglie di Lawrence, Frieda 

## Sequel
Il romanzo è stato seguito nel 1920 da Donne innamorate: anche se Lawrence concepì i due libri come un tutt'uno, sono stati poi pubblicati in forma separata e distinta sotto la spinta del proprio editore. Tuttavia, dopo l'accoglienza negativa del pubblico e dell'autorità per l'arcobaleno la casa editrice scelse di non pubblicare il seguito.
La ricerca spirituale ed emotiva di Ursula continua in Donne innamorate, dove prosegue nell'essere uno dei personaggi principali, seguendola nella sua relazione con Rupert e altre relazioni parallele.

## Adattamenti cinematografici
- 1989: La vita è un arcobaleno (The Rainbow) diretto da Ken Russell[26]

## Edizioni

### Edizioni in lingua originale
- The Rainbow (Londra: Methuen & Co., 1915), prima edizione inglese
- The Rainbow (New York: B. W. Huebsch, 1915), prima edizione americana
- The Rainbow (1915), a cura di Mark Kinkead-Weekes, Cambridge University Press, 1989, ISBN 0-521-00944-8

### Edizioni italiane
- trad. Mario Benzi, Milano: Elettra, 1937; Garzanti, 1940
- trad. Lidia Storoni Mazzolani, Milano: Mondadori, 1964
- trad. Maria Eugenia Morin, Roma: Newton Compton, 1995

## Approfondimenti

### Lettere
- The Letters of D. H. Lawrence, ed. James Boulton and others, 7 vols. (Cambridge: Cambridge University Press, 1979–93).

### Biografia
- Delany, Paul, D. H. Lawrence's Nightmare: The Writer and his Circle in the Years of the Great War (Hassocks, Sussex: Harvester Press, 1979)
- Kincaid-Weekes, Mark, D H Lawrence: Triumph to Exile, 1912 – 1922 (Cambridge: Cambridge University Press, 1996)

### Critica
- Beynon, Richard, The Rainbow and Women in Love (Cambridge: Icon Books) 1997
- Clarke, Colin (ed.), D. H. Lawrence: The Rainbow and Women in Love: A Casebook (London: Macmillan, 1969),
- Holderness, Graham, D. H. Lawrence: History, Ideology and Fiction (Dublino: Gill and Macmillan, 1982).
- Ingram, Allan, The Language of D. H. Lawrence (Londra: Macmillan, 1990).
- Kinkead-Weekes, Mark, The Marble and the Statue: The Exploratory Imagination of D. H. Lawrence, in Maynard Mack and lan Gregor (eds.), Imagined Worlds: Essays in Honour of John Butt (Londra: Methuen, 1968), pp. 371–418.
- Kinkead-Weekes, Mark, The Marriage of Opposites in The Rainbow, in Mara Kalnins (ed.), D. H. Lawrence: Centenary Essays (Bristol: Bristol Classical Press, 1986), pp. 21–39.
- Kinkead-Weekes, Mark,  'The Sense of History in The Rainbow', in Peter Preston and Peter Hoare (eds.), D. H. Lawrence in the Modern World (Cambridge: Cambridge University Press, 1989), pp. 121–138.
- Leavis, F. R., D H Lawrence: Novelist (Londra: Chatto and Windus, 1955)
- Leavis, F. R., Thought, Words and Creativity: Art and Thought in Lawrence (Londra: Chatto and Windus, 1976)
- Meyers, Jeffrey (ed.), D. H. Lawrence and Tradition (Londra: Athlone Press, 1985).
- Meyers, Jeffrey (ed.), The Legacy of D. H. Lawrence: New Essays (Londra: Macmillan, 1987).
- Mudrick, Marvin, The Originality of The Rainbow in Harry T Moore (ed.) A D. H. Lawrence Miscellany (Carbondale: Southern Illinois University Press, 1959).
- Pinkney, Tony, D. H. Lawrence (Hemel Hempstead:  Harvester Wheatsheaf, 1990).
- Ross, Charles L., The Revisions of the Second Generation in The Rainbow, Review of English Studies, 27 (1976), pp. 277–295.
- Ross, Charles L., The Composition of (The Rainbow' and Women in Love: A History (Charlottesville: University Press of Virginia, 1979).
- Sanders, Scott, D. H. Lawrence: The World of the Major Novels (Londra: Vision Press, 1973).
- Simpson, Hilary, D. H. Lawrence and Feminism (Londra: Groom Helm, 1982).
- Smith, Anne (ed.), Lawrence and Women (Londra: Vision Press, 1978)